# تشنج الجفن
تشنّج الجفن، هو تقلّص عضلي (أي تقلّص غير منضبط في العضلات)، أي انكماش غير طبيعي أو رعشة في الجفن.
وهو نوعان: «مجهول السبب» و«لاإرادي». التشنج الأساس الحميد هو خلل توتر بؤري - أي اضطراب حركي عصبي ينضوي على تقلصات لا إرادية ومستمرة في العضلات حول العينين. المصطلح «مجهول السبب» يشير إلى أن سبب التشنج غير معروف، لكن أكثر العوامل المساهمة في حدوثه التعب والإجهاد. في معظم الحالات، تستمر الأعراض لعدة أيام ثم تختفي دون علاج، لكن أحياناً يشعر المريض بوخز مزمن ومستمر. في تلك الحالات النادرة تكون الأعراض قاسية بحيث تؤثر على وظيفة العين وتسبب العمى. يشعر المصاب بأن جفونه تغلق ولا تفتح إلا ببذل مجهود كبير. تكون عيون المصابين طبيعية لكنهم يكونون لفترات من الزمن مصابون بالعمى. في المقابل، التشنج اللإرادي يسبّبه أي ألم يكون في العين أو حولها.
على الرغم من أنه لا يوجد علاج بسيط، إلا أن حقن البوتوكس قد تساعد مؤقتاً. كما هناك تدخل جراحي يعرف باستئصال العضلة، قد يكون مفيداً. هذا المرض نادر إلى حد ما، لكنه يؤثر على واحد من كل 20000 شخص في الولايات المتحدة.